# Pāvels Surņins
Pāvels Surņins (Liepāja, 4 agosto 1985) è un ex calciatore lettone, di ruolo difensore.

## Carriera

### Club
Ha trascorso tutta la sua carriera nel Metalurgs (club della sua città natale), cominciando nel 2004 nella formazione riserve, che disputava la 1. Līga e dall'anno successivo in prima squadra.
Nel luglio del 2007 disputò i preliminari di Europa League, ma nel corso della gara di andata del secondo turno preliminare contro il Legia Varsavia uscì per infortunio nel corso del primo tempo. In seguito decise di mettere anticipatamente fine alla sua carriera per le conseguenze di un lungo infortunio.
Col club di Liepāja vinse due campionati e una coppa lettone, oltre ad una Baltic League.

### Nazionale
Ha totalizzato due presenze con la nazionale Under-19, esordendo il 10 ottobre 2003 contro la Norvegia, e quattro con quella Under-21.
Giocò solo due partite in nazionale, nel giro di due giorni, nell'ambito del Torneo internazionale di Cipro; la prima fu disputata 6 febbraio 2007, la Bulgaria e fu per lui disastrosa: segnò prima un'autorete e fu quindi sostituito dopo 34 minuti da Dzintars Zirnis. Nella seconda, contro l'Ungheria, giocò gli ultimi minuti, subentrando a Genādijs Soloņicins.

## Statistiche

### Cronologia presenze e reti in Nazionale
| Cronologia completa delle presenze e delle reti in nazionale ― Lettonia | Cronologia completa delle presenze e delle reti in nazionale ― Lettonia | Cronologia completa delle presenze e delle reti in nazionale ― Lettonia | Cronologia completa delle presenze e delle reti in nazionale ― Lettonia | Cronologia completa delle presenze e delle reti in nazionale ― Lettonia | Cronologia completa delle presenze e delle reti in nazionale ― Lettonia | Cronologia completa delle presenze e delle reti in nazionale ― Lettonia | Cronologia completa delle presenze e delle reti in nazionale ― Lettonia |
| Data                                                                    | Città                                                                   | In casa                                                                 | Risultato                                                               | Ospiti                                                                  | Competizione                                                            | Reti                                                                    | Note                                                                    |
| ----------------------------------------------------------------------- | ----------------------------------------------------------------------- | ----------------------------------------------------------------------- | ----------------------------------------------------------------------- | ----------------------------------------------------------------------- | ----------------------------------------------------------------------- | ----------------------------------------------------------------------- | ----------------------------------------------------------------------- |
| 6-2-2007                                                                | Limassol                                                                | Bulgaria                                                                | 2 – 0                                                                   | Lettonia                                                                | Torneo internazionale di Cipro                                          | -                                                                       | 34’                                                                     |
| 7-2-2007                                                                | Limassol                                                                | Ungheria                                                                | 2 – 0                                                                   | Lettonia                                                                | Torneo internazionale di Cipro                                          | -                                                                       | 82’                                                                     |
| Totale                                                                  |                                                                         | Presenze                                                                | 2                                                                       |                                                                         | Reti                                                                    | 0                                                                       |                                                                         |

## Palmarès

### Club
- Campionato lettone: 2

2005, 2009
- Coppa di Lettonia: 1

2006
- Baltic League: 1

2007